# Hardy Strid
Hardy Bertil Roland Strid (Stridh), född 6 juli 1921 i Haverdal i Harplinge församling, död 27 mars 2012 i Halmstad, var en svensk målare, tecknare, grafiker och glaskonstnär.

## Biografi

### Familj
Han var son till metallgjutaren Zelander Oswald Stridh och Alice Linnea Karlsson och gift första gången med Inga Andersson och andra gången från 1959 med Erna Margareta Lindkvist. 

### Utbildning
Stridh utbildade sig ursprungligen till yrkesmålare och blev gesäll 1943. Samtidigt studerade han stafflimåleri för lokala konstnärer. I slutet av 1930-talet experimenterade han med målningar i Halmstadgruppens efterföljd. Han fick handledning i teckning av Waldemar Lorentzon, Uno Liljegren och Bengt Berglund 1941–1945 innan han sökte sig till Valands målarskola i Göteborg där han studerade för Endre Nemes 1947–1952. 
Därefter följde studieresor till bland annat Frankrike, Nederländerna, Belgien, Spanien och Marocko samt England där han studerade glasmåleri för Tom Faers.

### Tekniker
Hans konst består av stilleben, kubistiska motiv, landskap och figurer utförda i olja, akvarell, gouache, tempera samt flera av de olika grafiska teknikerna och emaljmålning samt skulpturer i glas eller marmor. 

### Utställningar
Tillsammans med Rolf Bengtsson och Börje Pålsson ställde han ut i Halmstad 1944 och tillsammans med Jette Thyssen och Knud Jans ställde han ut på Galerie København samt tillsammans med Bertil Kumlien i Örnsköldsvik 1964. 
Separat ställde han bland annat ut på Galleri 54 i Göteborg, Galerie Biech och Gallerie Jensen i Köpenhamn, Galleri 5 sekler i Stockholm samt i Falkenberg, Landskrona, Söndrum och Halmstad. 
Han medverkade i färglitografibiennalen i Cincinnati 1954, Zwanzig Westschwedische Maler i Lübeck 1955, Ten Swdish Painter i Edinburgh, Nya Valand på Liljevalchs konsthall, Schwedische Grafik von Heute i Tyskland samt en rad svenska samlingsutställningar på olika orter och utställningar arrangerade av Hallands konstförening och Halmstad Konstnärsklubb. 

### Situationist
Under 1960-talet var han verksam i Situationistiska Internationalen och senare, tillsammans med Jørgen Nash, i den andra Situationistiska Internationalen.
Strid var också med och grundade Drakabygget tillsammans med bröderna Jørgen Nash och Asger Jorn i början på 1960-talet.

### Representation
Strid är representerad vid Moderna museet i Stockholm, Göteborgs konstmuseum, Kalmar konstmuseum, Norrköpings konstmuseum, Hallands konstmuseum, Värmlands museum, ARKEN Museum for Moderne Kunst Köpenhamn, Cincinnati Art Museum och Museum Jorn i Silkeborg samt KUNSTEN, Museum of Modern Art Aalborg.

### Övrigt
Strid var en av initiativtagarna till Teckningsmuseet i Laholm.

## Verk
- För Folkets hus i Halmstad utförde Strid 1954 monumentaluppdraget Form åt materia som var en moderat kubistisk temperamålning med stor djupverkan.
- I Kortedala utförde Strid 1957 en större dekorativ exteriörmålning
- För Martin Luthers kyrka i Halmstad komponerade Strid en serie fönstermålningar i etsat glas (1958).[7]
- Strid utförde tre glasmålningar för Skee kyrka som han försåg med ett korsformat spröjsverk
- Målade sakristiafönster till Landala kapell i Göteborg.
- Väggmålningar för Sannarpsgymnasiet (1969).[8]